# Johann Theodor Schirmer
Johann Theodor Schirmer (* 15. Mai 1827 in Breslau; † 2. April 1904 in Blankenburg (Harz)) war ein deutscher Hochschullehrer für Römisches Recht.

## Leben
Der Sohn des Theologieprofessors August Gottlob Ferdinand Schirmer besuchte das Gymnasium in Greifswald und Schulpforta. Nach Militärdienst und Jurastudium arbeitete er als Auskultator in Ehrenbreitenstein und Greifswald. Schirmer wurde 1850 promoviert und habilitierte sich 1852 an der Juristischen Fakultät Breslau. 1858 wurde er zum außerordentlichen Professor an der Universität Breslau ernannt. Seit 1863 lehrte er als ordentlicher Professor für Römisches Recht an der Universität Königsberg. Dort war er u. a. als Prorektor (1896/70) und als stellvertretender Universitätsrichter tätig. 1901 wurde Schirmer von seinen amtlichen Pflichten entbunden.
Schirmer war mit Helene, geb. Le Sueur verheiratet. Sein Bruder Rudolf Schirmer lehrte als Professor für Augenheilkunde an der Universität Greifswald.

## Werke
- Ueber die prätorischen Judicialstipulationen mit besonderer Berücksichtigung der stipulatio judicatum solvi. Eine rechtshistorische Abhandlung, Greifswald 1853;
- Die Grundidee der usucapion im römischen Recht. Ein historisch-dogmatischer Versuch, Berlin 1855.
- Handbuch des römischen Erbrechts, Teil 1, Leipzig 1863.